# Портрет Паисия Сергеевича Кайсарова
«Портрет Паисия Сергеевича Кайсарова» — картина Джорджа Доу и его мастерской, из Военной галереи Зимнего дворца.
Картина представляет собой погрудный портрет генерал-майора Паисия Сергеевича Кайсарова из состава Военной галереи Зимнего дворца.
Во время Отечественной войны 1812 года полковник Кайсаров занимал должность дежурного генерала при штабе М. И. Кутузова, после Бородинского сражения был начальником авангарда в казачьем корпусе М. И. Платова, во время преследования остатков разбитой Великой армии был тяжело ранен и за отличия произведён в генерал-майоры. Во время Заграничных походов 1813 и 1814 годов командовал отдельными отрядами в корпусе Платова, а когда самого Платова отозвали в Главную квартиру армии, Кайсаров возглавил весь его корпус.
Изображён в генеральском мундире свиты Его Императорского Величества по квартирмейстерской части, введённом в 1817 году. Слева на груди свитский аксельбант и звезда ордена Св. Анны 1-й степени; на шее крест ордена Св. Георгия 3-го класса; по борту мундира кресты ордена Св. Владимира 2-й степени и прусского ордена Красного орла 2-й степени; справа на груди серебряная медаль «В память Отечественной войны 1812 года» на Андреевской ленте, кресты австрийского Военного ордена Марии Терезии 3-й степени, баварского Военного ордена Максимилиана Иосифа 3-й степени, шведского Военного ордена Меча и звезда ордена Св. Владимира 2-й степени. Подпись на раме: П. С. Кайсаровъ, Генералъ Маiоръ.
7 августа 1820 года Комитетом Главного штаба по аттестации Кайсаров был включён в список «генералов, заслуживающих быть написанными в галерею» и 3 июля 1821 года император Александр I приказал написать его портрет. Гонорар Доу был выплачен 13 марта 1823 года и 29 декабря 1824 года. Готовый портрет поступил в Эрмитаж 7 сентября 1825 года.